# Мухаммад Хаджи Саллех
Мухаммад Хаджи Саллех (малайск. Muhammad Haji Salleh) (род. 26 марта 1942, Тайпинг, штат Перак) - малайзийский поэт, пищуший на малайском и английском языках, эссеист, переводчик. Национальный писатель Малайзии (1991).

## Краткая биография
В 1963 году закончил Малайский педагогический колледж в Бринсфорд-Лодж (Англия). В 1970 году завершил обучение в Университете Малайя (Сингапур), получив звание магистра литературы. В 1977 году защитил докторскую диссертацию в Мичиганском университете (США). С 1978 года – профессор Национального университета Малайзии. В 1995-1999 гг. – директор Института малайской цивилизации этого университета. В 2000-2012 гг. – профессор Университета наук Малайзии. Периодически выезжал читать лекции в качестве приглашённого профессора в США, Бруней, ФРГ, Голландию, Японию . 
В июне 1996 г. участвовал в семинаре общества Нусантара "Национальное строительство и культурный/литературный процесс в Юго-Восточной Азии", на котором выступил с докладом "Восприятие обществом малайской литературы". Впечатления от пребывания в Москве, в том числе от посещения спектакля Петра Фоменко "Пиковая дама" в театре Е. Вахтангова, выразил в нескольких стихотворениях.

## Творчество
Считается основоположником  т. н. малайской интеллектуальной поэзии. Основные сборники: «Стихи пришельца» (1973), «Созерцательные путешествия» (1975), «Это тоже мой мир» (1977), «Костер на берегу озера» (1996), "Азбука возраста" (1998), "Снега Сибуя" (2004), "И заговорила эпоха" (2006), "Возвращение Си Тенгганга" (2010) и др.. Антология поэта "Капля крови в круглой комнате", изданная в 2008 году, включает стихи, написанные им в США в 2006-2007 годах, когда он преподавал в Гарвардском университете.
Литературная критика нашла отражение в таких книгах, как "Поэтика малайской литературы" (2005; анг. перевод 2008), "Поэтические искания" (2005), "Переживая историю" (1999), "Литература - пространство нации" (2008). Он является также составителем книги "Антология современной малайской литературы" (2008) и автором биографии Усмана Аванга "Усман Аванг: поэт, бушующий континент (2006).
Произведения поэта переведены на многие языки мира, в том числе на вьетнамский, голландский, датский, иврит, испанский, итальянский, китайский, корейский, немецкий, португальский, русский, тайский, французский, японский.
Перевёл эпос Повесть о Ханг Туахе на английский язык.
Среди учеников, успешно работающих в жанре литературной критики, - Мана Сикана.

## Общественная деятельность

Мухаммад Хаджи Саллех читает стихи (28.05.2013)

Президент Союза переводчиков Малайзии (1978-1982), член редколлегии литературного журнала "Юго-Восточная Азия" (малайск. Tenggara), член руководящего комитета Совета по языку и литературе Малайзии, член жюри по присуждению Государственной литературной премии.

## Награды
- Литературная премия АСЕАН (1977).
- Лауреат Литературной премии Юго-Восточной Азии (1997).
- Национальный писатель Малайзии (1991).
- Литературная премия Мастра (2001)
- Звание "Выдающийся учёный страны" (2008) (малайск. Tokoh Akademik Negara)[8].
- Международная премия "Нумера" (2016)[9].

## Переводы на русский
- Мухаммад Хаджи Салех. Ночной дождь; Вкус истории. Пер. Р. Рождественского. - "Иностранная литература", № 3, 1973, с. 97-98.
- Мухаммад Хаджи Салех. Старые книги. И это тоже мир. Окошко поезда. Пер. Марии Болдыревой. - Ручей. Традиционная и современная малайская поэзия. Составление и предисл. Б. Парникеля. М.: Красная гора, 1996, с. 94-96.
- Мухаммад Хаджи Салех. "Пиковая дама" Пушкина; История. - Покорять вышину. Стихи поэтов Малайзии и Индонезии в переводах Виктора Погадаева. М.: Ключ-С, 2009, с. 17-19

## Семья
Жена Норайни Мохд. Саллех (Noraini Mohd. Salleh). Дети: Джуита (Juita) 1981 г.р., Джохан Кастури (Johan Kasturi) 1983 г.р., Мега (Mega) 1988 г.р.